# Garibaldi Spighi
Garibaldi Spighi (Pisa, 12 de juny de 1891 – 9 de juliol de 1978) va ser un genet italià que va competir a començaments del segle xx.
El 1920 va prendre part en els Jocs Olímpics d'Anvers, on va disputar tres proves del programa d'hípica. En la prova de concurs complet per equips, amb el cavall Otello, guanyà la medalla de plata. En la prova del concurs complet individual, també amb el cavall Otello, fou cinquè i en el salts d'obstacles individual, amb el cavall Virginia, desè.